# September Dawn
September Dawn é um filme canado-estadunidense de 2006 lançado em 2007, do gênero drama histórico, dirigido e corroteirizado por Christopher Cain. 
A história tem como pano de fundo o Massacre da Montanha Meadows, em Utah, ocorrido em 11 de setembro de 1857, com o diretor (e a roteirista Carole Whang Schutter) gerando controvérsias ao assumirem a versão da responsabilidade direta da Igreja Mórmon e do líder Brigham Young no uso da milícia do território e dos índios paiutes para atacarem um acampamento de viajantes que se dirigiam para a Califórnia. Também foi usada a data do massacre, 11 de setembro, como paralelo para algumas teses dos roteiristas sobre o terrorismo e a natureza dos terroristas.
O diretor Christopher Cain afirma ter usado o filme para expressar a sua opinião sobre o extremismo religioso, um assunto relevante nos dias atuais. Ele partiu dos registros históricos do massacre e de trechos do depoimento de Brigham Young, além da confissão assinada pelo miliciano John D. Lee. Assim, o filme é controverso ao representar a versão de que Brigham Young concordou com o ataque, enquanto a Igreja Mórmon defende a versão de que "as evidências históricas provam que Brigham Young não autorizou o massacre". Oficialmente, não houve comunicado da Igreja.

## Elenco
- Jon Voight...Jacob Samuelson
- Terence Stamp...Brigham Young
- Dean Cain...Joseph Smith
- Trent Ford...Jonathan Samuelson
- Tamara Hope...Emily Hudson
- Jon Gries...John D. Lee
- Taylor Handley...Micah Samuelson
- Lolita Davidovich...Nancy Dunlap
- Shaun Johnston...Capitão Fancher
- Huntley Ritter...Robert Humphries

## Sinopse
Uma caravana vinda do Arkansas e Missouri chega à Utah em busca de descanso e comida por alguns dias, para depois seguir em viagem à Califórnia. Os viajantes trazem consigo gado, cavalos de corrida, armas e ouro. Emily Hudson, filha do pastor de caravana, e Jonathan Samuelson, filho do bispo local da Igreja de Jesus Cristo dos Santos dos Últimos Dias (Mórmons) e chefe da milícia do território, se apaixonam quando há o encontro dos viajantes com os milicianos. O bispo Mórmon, Jacob Samuelson, teme a perseguição do governo após os eventos da Guerra Mórmon no Missouri, e desconfia dos viajantes supondo que na verdade eles iriam se juntar ao exército de Buchanan e expulsarem os Mórmons do Território. Conspirando com o líder Brigham Young, Samuelson decide destruir a caravana e para isso insufla sua comunidade e engana os índios paiutes para que esses o ajudem a realizar o massacre.

### Imprensa
- Is film controversial if it isn't seen? by Jeff Vice, Deseret News, 2 de setembro de 2007
- September "Yawn" by David Brody, Christian Broadcasting Network News, 23 de agosto de 2007
- "Patriot Act: Jon Voight understands that America is under attack. Why don't you?" (John Voigt em September Dawn), Adam Laukhuf, Radar Magazine, Abril de 2007
- "Movie Examines Violent Religious Fanatacism", Carrie Sheffield, The Politico, 27 de março de 2007
- "Historian discusses 1857 massacre", Laura Hancock, Deseret News, 17 de fevereiro de 2007
- "Mountain Meadows movie being filmed: September Dawn", Carrie A. Moore, Deseret News, 26 de agosto de 2005

### Resenhas
- 'September Dawn' fights fanatics fanatically de Janos Gereben, San Francisco Examiner, 24 de agosto de 2007
- "'September Dawn' a campy screen disaster" de Sean P. Means, The Salt Lake Tribune, 23 de agosto de 2007
- September Dawn de Justin Chang, Variety, 21 de agosto de 2007
- "Hollywood's terrorists: Mormon, not Muslim" de Michael Medved, USA Today, 13 de agosto de 2007
- "'Dawn' recalls Sept. 11 killings -- but in 1857 Utah" de Martin Grove, The Hollywood Reporter, 25 de abril de 2007